# 브랜드 뉴 (밴드)
브랜드 뉴(Brand New)는 미국 뉴욕주 메릭 출신 록 밴드이다.

## 멤버
- 제시 레이시(Jesse Lacey) - 리드 보컬, 기타
- 빈센트 아카디(Vincent Accardi) - 기타, 배킹 보컬
- 개럿 티어니(Garrett Tierney) - 베이스
- 브라이언 레인(Brian Lane) - 드럼

## 음반 목록

### 정규 음반
- 《Your Favorite Weapon》(2001년)
- 《Deja Entendu》(2003년)
- 《The Devil and God Are Raging Inside Me》(2006년)
- 《Daisy》(2009년)